# 现实主义文学
现实主义文学是现实主义运动的一部分，开始于以司汤达为代表的19世纪法国文学中期和以亚历山大·普希金为代表的俄国文学，并一直延续到19世纪晚期和20世纪早期。与理想主义完全相反，现实主义文学试图还原人们所熟知事物的本来面貌。现实主义作家们客观地描写日常生活中平凡普通的活动和经历，反对使用浪漫主义及其它各种与其相似的表现手法。然而，文学批评家伊恩·瓦特则认为英国的现实主义文学起源于18世纪早期。紧随现实主义文学之后的有自然主义、社会现实主义以及20世纪30年代的社会主义现实主义。

## 背景
从广义上来说，现实主义文学就是“真实地表现客观事实”。在艺术领域，现实主义就是力求真实客观地表现主题，不带任何虚构不真实的成分以及避免反对艺术习俗的、不真实的、奇异的和超自然的元素。
现实主义曾多次盛行于不同的艺术领域，在很大程度上，它是一种技巧和训练方式，并反对程式化。在视觉艺术上，幻觉现实主义力求真实准确的描摹出各种生命形态、事物的全景并关注到光线与颜色的各种细节。社会现实主义、地域主义或是英国的厨槽现实主义等现实主义作品可能会侧重描写事物丑陋与卑鄙肮脏的一面。
在艺术领域出现过各种各样的现实主义运动，如（19世纪意大利）歌剧的写实主义、现实主义文学、现实主义戏剧以及意大利电影的新现实主义运动。1848年法国二月革命爆发后，也就是在19世纪50年代，法国绘画界也兴起了现实主义运动。现实主义画家们摈弃了从18世纪晚期一直主导法国文学和绘画界的浪漫主义。
现实主义文学基于“客观事实”，摈弃将现实浪漫、理想化或戏剧化，主要关注社会中下层阶级的生活，集中展现平常普通的生活及社会活动。总体上来说，现实主义文学试图以第三人称描述为人所知的客观存在的事物。这种描述是客观的不带任何修饰或主观解释成分，并“遵循现世的经验法则”。如此一来，这种方法本质上就暗含着这样一种信仰：从本体论的角度来看，事实独立于人类的概念构架、语言实践和信念信仰，因此，艺术家们能够了解它并将这种“事实”真实客观地表现出来。就像文学批评家伊恩·瓦特在《小说的兴起》中陈述的那样，当代现实主义“一开始就认为个体可以通过各种感官发现事实”，以及“它根源于笛卡尔和洛克，并在18世纪中期由托马斯·里德首次完整地阐释出来。
理性时代统治了整个18世纪，而兴起于18世纪晚期的浪漫主义则开始反抗之前理性时代的贵族社会和政治体制，反对自然科学理性化和工业革命。浪漫主义在视觉艺术、音乐和文学领域表现最为突出，但是其最主要的影响则集中在对历史学、教育和自然科学领域。
而19世纪的现实主义开始反对浪漫主义，也是因为这个原因，现实主义通常被视为传统的或“资产阶级现实主义”，这难免有贬低之意。然而，也不是所有的维多利亚文学的作家们都致力于现实主义文学创作。维多利亚时期的现实主义文学中的刻板、约定和其他限定成为现代主义掀起反抗浪潮的导火索。现代主义大约兴起于1900年，现代主义文学批判19世纪资本主义社会制度和世界观，可以和反理性、反现实以及反资本主义运动归为一类。

### 社会现实主义
社会现实主义是一场国际艺术运动，参与者包括画家、印刷匠、摄影艺术者和电影制片人等，他们关注劳动阶级和穷苦人的生活状况，批判导致其悲惨遭遇的社会结构。尽管社会现实主义在不同的国家其艺术表现风格各不相同，但是他们几乎都采用了描述或批判现实主义的表现手法。
厨槽现实主义（又名厨槽戏剧）指的是20世纪50年代晚期到60年代早期发生在英国的一场文化运动。这场社会现实主义运动涵盖剧院、美术、小说、电影以及电视剧等诸多领域。在这类作品中，主人公通常是些愤怒的青年人，经常能够看到的场景就是工人阶级的家庭生活：一家人挤在一间狭小的租来的房子里，这些英国人不工作的时候，就泡在肮脏的酒馆里探讨着当前的社会问题和政治纷争。
而采用这种表现风格的电影、戏剧和小说经常会把背景设在较为贫穷的北英格兰工业区，使用当地的方言和俚语。电影《周日总是下雨》（1947年）就是厨槽现实主义作品的先驱，约翰·奥斯本的《愤怒地回顾》（1956年）则被认为是此类作品的第一部著作。这部作品中的爱情三角恋就发生在英格兰中部的一座只有一间房子的狭小公寓中。厨槽主义的传统表现手法一直延续到21世纪，在电视节目《加冕街》和《东区人》中还可以找到这种表现手法。
在绘画领域，批评家大卫·西尔维斯特把那些描绘社会现实，尤其是家庭生活场景的画家们称作“厨槽学派”。

### 社会主义现实主义
社会主义现实主义是前苏联的一种艺术形式，1934年经约瑟夫·斯大林官方认定，之后得到全世界共产党联盟的广泛采用。作为现实主义的一种，社会主义现实主义认为那些描述和赞扬无产阶级为实现共生产主义社会所作出斗争才是成功的艺术。1934年苏联作家协会章程表述到：
（共产主义现实主义）是苏联文学和苏联文学批评的基本方法，要求艺术家从现实的革命发展中，真实地、历史具体地去描写现实。同时，艺术描写的真实性和历史具体性必须从社会主义思想上与思想改造和教育劳动人民的任务结合起来。

### 自然主义
自然主义是一种文学运动或文学思潮，流行于19世纪80年代到20世纪30年代。自然主义通对现实的详细描写向人们揭示：社会现实、遗传和环境对人性格的塑造有着不可避免的作用力。自然主义是一种无组织的文学运动，力求从日常生活中描写现实、做到真实可信，它反对浪漫主义和超现实主义等文学流派，因为在这些流派的作品中，在处理主题时，采用了象征、理想化，甚至是超自然的表现手法。
自然主义发源于现实主义文学，19世纪中期在法国和其它一些地方发展成为杰出的文学运动。自然主义作家深受查尔斯·达尔文进化论的影响。

## 小说

### 英国
伊恩·瓦特在《小说的兴起》（1957）中认为小说发源于18世纪早期，小说的“新奇性”就在于其“形式写实主义”的特性，即：小说是对人类经验全面而又真实的描述。小说家丹尼尔·笛福、塞缪尔·理查森和亨利·菲尔丁就是很好的例证。瓦特认为小说在对普通个体之间的关系进行逼真描述的同时，也进一步从总体上促进了哲学实在论、中产阶级的经济个人主义和清教个人主义的发展。瓦特还宣称小说这种形式适符合新兴中产阶级公众阅读的兴趣和能力，并引领新的图书销售业来满足新兴中产阶级的需求。而笛福和理查德森自己就是商人，因此他们只能以自己的标准来衡量要创作出什么样的作品才能吸引大量的读者。
19世纪晚期，小说家马丁·艾米斯和朱利安·巴恩斯把乔治·艾略特（1819-1880）的现实主义小说《米德尔马契：当地生活的研究》（1871-2）看作是最伟大的英语小说。小说中的众多角色通过自己的声音传达出各自不同的观点，让读者了解到那时的一些重要的事件，如1832年改革法案、铁路时代的开端以及当代医疗科学的发展状况。当时大多数人并不欢迎这些社会、政治和科技变革，而《米德尔马契》也揭示了人们这种强烈的不满心理。
《新格拉布街》的作者乔治·吉辛（1857-1903）受到埃米尔·左拉的影响，一直被视为自然主义者。但是Jacob Korg则认为乔治·艾略特对其影响更大。
其它诸如阿诺德·贝内特（1867-1931）、乔治·摩尔（1852-1933）等小说家则在有意识地模仿法国现实主义作家。《克雷亨格》三部曲和《老妇谭》是贝内特最著名的几部作品。在这些书中他描画了自己在“{{link-en|斯塔福德陶器|Staffordshire Potteries]]”的生活经历。“斯塔福德陶器”是一个包含六个镇的工业区，现在，那六个镇构成了英格兰斯塔福德郡的伦特河畔斯托克。乔治·摩尔也深受左拉自然主义思想的影响，伊丝特·沃特斯是其最为著名的作品。

### 美国
威廉·迪恩·豪威尔斯是一名较早的美国现实主义文学作家。 豪威尔斯最著名的小说《塞拉斯·拉帕姆的发迹》（1885年）讽刺性地刻画了一个自食恶果从家财万贯败落到一贫如洗的人物形象，其中讽刺意味可见一斑。其他一些早期的美国现实主义作家还有《哈克贝利·费恩历险记》的作者塞姆·克列门斯（笔名马克·吐温）、史蒂芬·克萊恩（1871-1900）和霍瑞修·爱尔杰（1832-1899）。
马克·吐温的创作风格以活泼、现实和通俗为基调为美国作家们提供了欣赏其民族声音的新形式。吐温是第一个来自美国内部的重要作家，他抓住了这个国家独特的、幽默意味浓厚的俚语和反对传统的特性。对于马克·吐温和19世纪晚期其他的美国作家来说，现实主义不只是一种文学写作技巧，它更是一种讲述真理、打破陈腐旧俗的方法。史蒂芬·克莱恩本来是个记者，但也写小说、散文诗歌和进行戏剧创作，他所看到的都是最原始的、在贫民窟里和战场上的真实生活。他的那部著名的内战小说《红色英勇勋章》发表于1895年，并在当时引起很大的社会反响。然而由于长期忽视身体健康状况，克莱恩并没有享受多长时间成名的喜悦，年仅28岁就离开了人世。但是，肉体虽死精神犹存，无论是作为普通人还是现实主义者、象征主义者，他都是当之无愧的王者。克莱恩的另一部小说《麦琪：一个街头女的故事》即使不是最早，也是最为成功的美国自然主义小说。这部小说讲述了一个贫穷、敏感的年轻女孩儿的故事，女孩的父母没有受过教育、酗酒严重，完全无视女儿。沉浸爱河并急于逃脱暴力的家庭生活的她，对引诱毫无抵抗之力，但很快却又遭到了与其同居的年轻人的遗弃。那个自以为是的妈妈抛弃她后，麦琪为了生存成了妓女，但是很快她在绝望中自杀。克莱恩所选的题材现实粗俗，写作风格科学客观，毫无说教意味，所有这些都为《麦琪》印上了自然主义的印记。
霍瑞修·爱尔杰是19世纪美国的一位多产作家，其主要作品讲的都是乞丐变富翁的故事，这些青少年读物中随处都是擦鞋童、报童、小商贩、街头艺人以及其他一些贫穷的孩子如何从柴门子弟成长为令人尊敬的中产阶级、享受安全舒适生活的冒险故事。在他的这些作品中，那是曾经广受欢迎的《浪仔迪克奇遇记》就是典型的例子。
其他较晚的美国现实主义作家有：约翰·斯坦贝克、弗兰克·诺里斯、西奥多·德莱赛、厄普顿·辛克莱、杰克·伦敦、伊迪丝·华顿和亨利·詹姆斯。

### 欧洲
奥诺雷·德·巴尔扎克（1799–1850）是19世纪现实主义文学最杰出的代表，他的小说特点是细节描写具体，相同的人物在不同的作品中反复出现。 巴尔扎克的著作《人间喜剧》收集了近百部小说，是小说界史无前例的鸿篇巨制，完整地讲述了其法国同胞的当代历史。在小仲马（1824-1895）作品中现实主义也占据重要一环。
这一时期，包括巴尔扎克作品在内的许多小说都是以连载形式刊登在报纸上，最受欢迎的现实主义“连载小说”都是那些描述城市生活不为人知的一面（犯罪、警察间谍、犯罪帮派）的小说，尤金·苏就是这类小说中的典型。到了世纪末，在剧院上演的讲述当代生活的情节剧，及灯光更为恐怖阴暗的大木偶剧场中也出现了类似的趋势。
古斯塔夫·福樓拜（1821–1880）的成名作《包法利夫人》（1857）和《情感教育》（1869），其中前者揭示乡村医生之妻追求浪漫招致悲剧的小说，可能代表了法国现实主义文学发展的最高成就。福楼拜也会以完全不同的风格进行创作，如奇异的《圣安东尼的诱惑》（最终版本在1874年出版）中的浪漫主义色彩，《萨朗波》（1862）中的巴洛克风格和古迦太基城的异国风情。
在德国文学中，将19世纪的现实主义文学称之为“诗意现实主义”或“市民现实主义”，主要人物有台奥多尔·冯塔纳、古斯塔夫·弗莱塔克、戈特弗里德·凯勒、维廉·拉贝、施蒂弗特和狄奧多·施篤姆。
晚期的欧洲现实主义作家有贝尼托·佩雷斯·加尔多斯、居伊·德·莫泊桑、安东·契诃夫、艾萨·德·克罗兹、马查多·德·阿西斯、博莱斯瓦夫·普鲁斯。从某种意义上来说埃米尔·左拉也应包括在内，因为他的自然主义经常被看做是现实主义的分支。

## 剧院
现实主义戏剧是在19世纪剧院掀起的一场大众运动，从1870年持续到1960年，其目的是为了确保剧本和舞台上的表演能够更加真实地反映现实生活，这场运动制定了一整套戏剧和剧院传统。广义上可以作为艺术运动的一部分，体裁上，现实主义戏剧运动和自然主义拥有许多相通的地方，都关注（中产阶级的）日常生活戏剧，使用日常用语，剧情枯燥沉闷。现实主义和自然主义主要的不同点在于人物所拥有的选择权不同，自然主义认为内心的选择会屈服于外部力量，现实主义则强调个人选择的力量。（参见《玩偶之家》）
阿列克谢·皮谢姆斯基是俄罗斯第一位专职剧作家，他和列夫·托爾斯泰（《黑暗的力量》（1886））一起掀起了俄罗斯心理现实主义的传统，随着康斯坦丁·斯坦尼斯拉夫斯基和弗拉基米尔·聂米罗维奇-丹钦科建立莫斯科艺术剧院，心理现实主义发展达到了顶峰。 安东·契科夫独具开创性的戏剧作品反过来也影响了马克西姆·高尔基和米哈伊尔•布尔加科夫。斯坦尼夫拉夫斯基继续发展他的“体系”——一种尤其适合心理现实主义训练演员的形式。
19世纪现实主义与当代戏剧的发展关系紧密，就像马丁·哈里森解释的那样，“人们认为当代戏剧开始于19世纪70年代早期”，伴随挪威戏剧家亨里克·易卜生的“中期作品”产生。易卜生现实主义戏剧的散文版也产生了“巨大的影响”。
在歌剧中，真实主义（verismo）指的是意大利后浪漫主义传统，写实主义寻求将埃米尔·左拉的自然主义和亨里克·易卜生合二为一。它包括对当代日常生活，特别是下层阶级的生活进行现实的描写，有时甚至带有肮脏、暴力的画面。
在法国，除了情节剧外，世纪中期广受欢迎的资产阶级剧院转而开始播放 现实主义作品如拉比什“精心创作”的资产阶级闹剧和埃米尔·奥日埃创作的道德剧。

## 拓展阅读
- Baron, Christine and Manfred Engel (编). . NL: Rodopi. 2010. ISBN 978-90-420-3115-9.